# Mirosternus hirsutulus
Mirosternus hirsutulus là một loài bọ cánh cứng thuộc họ Ptinidae.